# Сандомеж
Сандо̀меж (на полски: Sandomierz; на украински: Сандомир; на латински: Sandomiria) е град в Югоизточна Полша, Швентокшиско войводство. Административен център е на Сандомежки окръг. Обособен е като самостоятелна градска община с площ 28,69 км2.